# Liste des espèces de plantes inscrites à l'Annexe II de la CITES
La liste suivante recense les espèces vulnérables de plantes inscrites à l'Annexe II de la CITES. 
Sauf mention contraire, l'inscription à l'Annexe d'une espèce inclut l'ensemble de ses sous-espèces et de ses populations.

## Liste[1]
- Famille des Agavaceae :
  - Agave victoriae-reginae
  - Nolina interrata
  - Yucca queretaroensis

- Famille des Amaryllidaceae :
  - Galanthus spp.
  - Sternbergia spp.

- Famille des Anacardiaceae :
  - Operculicarya decaryi
  - Operculicarya hyphaenoides
  - Operculicarya pachypus

- Famille des Apocynaceae :
  - Hoodia spp.
  - Pachypodium spp (sauf les espèces inscrites à l'Annexe I)
  - Rauvolfia serpentina

- Famille des Araliaceae :
  - Panax ginseng (seulement la population de la fédération de Russie ; aucune autre population n'est inscrite aux annexes)
  - Panax quinquefolius

- Famille des Asparagaceae :
  - Beaucarnea spp.

- Famille des Berberidaceae :
  - Podophyllum hexandrum

- Famille des Bromeliaceae :
  - Tillandsia harrisii
  - Tillandsia kammii
  - Tillandsia xerographica

- Famille des Cactaceae :
  - Cactaceae spp. (sauf les espèces inscrites à l'Annexe I, ainsi que Pereskia spp., Pereskiopsis spp. et Quiabentia spp.)

- Famille des Caryocaraceae :
  - Caryocar costaricense

- Famille des Cucurbitaceae :
  - Zygosicyos pubescens
  - Zygosicyos tripartitus

- Famille des Cupressaceae :
  - Widdringtonia whytei

- Famille des Cyatheaceae :
  - Cycadaceae spp. (sauf les espèces inscrites à l'Annexe I)

- Famille des Dicksoniaceae :
  - Cibotium barometz
  - Dicksonia spp. (seulement les populations d'Amérique ; aucune autre population n'est inscrite aux annexes)

- Famille des Didiereaceae :
  - Didiereaceae spp.

- Famille des Dioscoreaceae :
  - Dioscorea deltoidea

- Famille des Droseraceae :
  - Dionaea muscipula

- Famille des Ebenaceae :
  - Diospyros spp. (populations de Madagascar)

- Famille des Euphorbiaceae :
  - Euphorbia spp. (seulement les espèces succulentes sauf Euphorbia misera et celles inscrites à l'Annexe I)

- Famille des Fouquieriaceae :
  - Fouquieria columnaris

- Famille des Juglandaceae :
  - Oreomunnea pterocarpa

- Famille des Lauraceae :
  - Aniba rosaeodora

- Famille des Fabaceae :
  - Dalbergia spp. (sauf les espèces inscrites à l’Annexe I)
  - Guibourtia demeusei
  - Guibourtia pellegriniana
  - Guibourtia tessmannii
  - Paubrasilia echinata
  - Pericopsis elata
  - Platymiscium parviflorum
  - Pterocarpus erinaceus
  - Pterocarpus santalinus
  - Pterocarpus tinctorius
  - Senna meridionalis

- Famille des Liliaceae :
  - Aloe spp. (sauf les espèces inscrites à l'Annexe I et Aloe vera, qui n'est pas inscrite aux annexes)

- Famille des Malvaceae :
  - Adansonia grandidieri

- Famille des Meliaceae :
  - Cedrela spp. (populations néotropicales)
  - Swietenia humilis
  - Swietenia macrophylla (populations néotropicales)
  - Swietenia mahagoni

- Famille des Nepenthaceae :
  - Nepenthes spp. (sauf les espèces inscrites à l'Annexe I)

- Famille des Orchidaceae :
  - Orchidaceae spp. (sauf les espèces inscrites à l'Annexe I)

- Famille des Orobanchaceae :
  - Cistanche deserticola

- Famille des Arecaceae :
  - Beccariophoenix madagascariensis
  - Dypsis decaryi
  - Lemurophoenix halleuxii
  - Marojejya darianii
  - Ravenea louvelii
  - Ravenea rivularis
  - Satranala decussilvae
  - Voanioala gerardii

- Famille des Passifloraceae :
  - Adenia firingalavensis
  - Adenia olaboensis
  - Adenia subsessilifolia

- Famille des Pedaliaceae :
  - Uncarina grandidieri
  - Uncarina stellulifera

- Famille des Portulacaceae :
  - Anacampseros spp.
  - Avonia spp.
  - Lewisia serrata

- Famille des Primulaceae :
  - Cyclamen spp.

- Famille des Ranunculaceae :
  - Adonis vernalis
  - Hydrastis canadensis

- Famille des Rosaceae :
  - Prunus africana

- Famille des Santalaceae :
  - Osyris lanceolata (populations du Burundi, de l'Éthiopie, du Kenya, de l'Ouganda, du Rwanda et de la Tanzanie)

- Famille des Sarraceniaceae :
  - Sarracenia spp. (sauf les espèces inscrites à l'Annexe I)

- Famille des Scrophulariaceae :
  - Picrorhiza kurrooa

- Famille des Stangeriaceae :
  - Bowenia spp.

- Famille des Taxaceae :
  - Taxus chinensis
  - Taxus cuspidata
  - Taxus fuana
  - Taxus sumatrana
  - Taxus wallichiana

- Famille des Aquilariaceae :
  - Aquilaria spp.
  - Gonystylus spp.
  - Gyrinops spp.

- Famille des Valerianaceae :
  - Nardostachys grandiflora

- Famille des Vitaceae :
  - Cyphostemma elephantopus
  - Cyphostemma laza
  - Cyphostemma montagnacii

- Famille des Welwitschiaceae :
  - Welwitschia mirabilis

- Famille des Zamiaceae :
  - Zamiaceae spp. (sauf les espèces inscrites à l'Annexe I)

- Famille des Zingiberaceae :
  - Hedychium philippinense
  - Siphonochilus aethiopicus (populations de l’Afrique du Sud, du Mozambique, d'Eswatini et du Zimbabwe)

- Famille des Zygophyllaceae :
  - Bulnesia sarmientoi
  - Guaiacum spp.